# Oesterwurth
Oesterwurth ist eine Gemeinde im Kreis Dithmarschen in Schleswig-Holstein.

## Geografie

### Geografische Lage
Das Gemeindegebiet von  Oesterwurth erstreckt sich inmitten der Landschaft Dithmarscher Marsch östlich angrenzend von der Stadt Wesselburen.

### Ortsteile

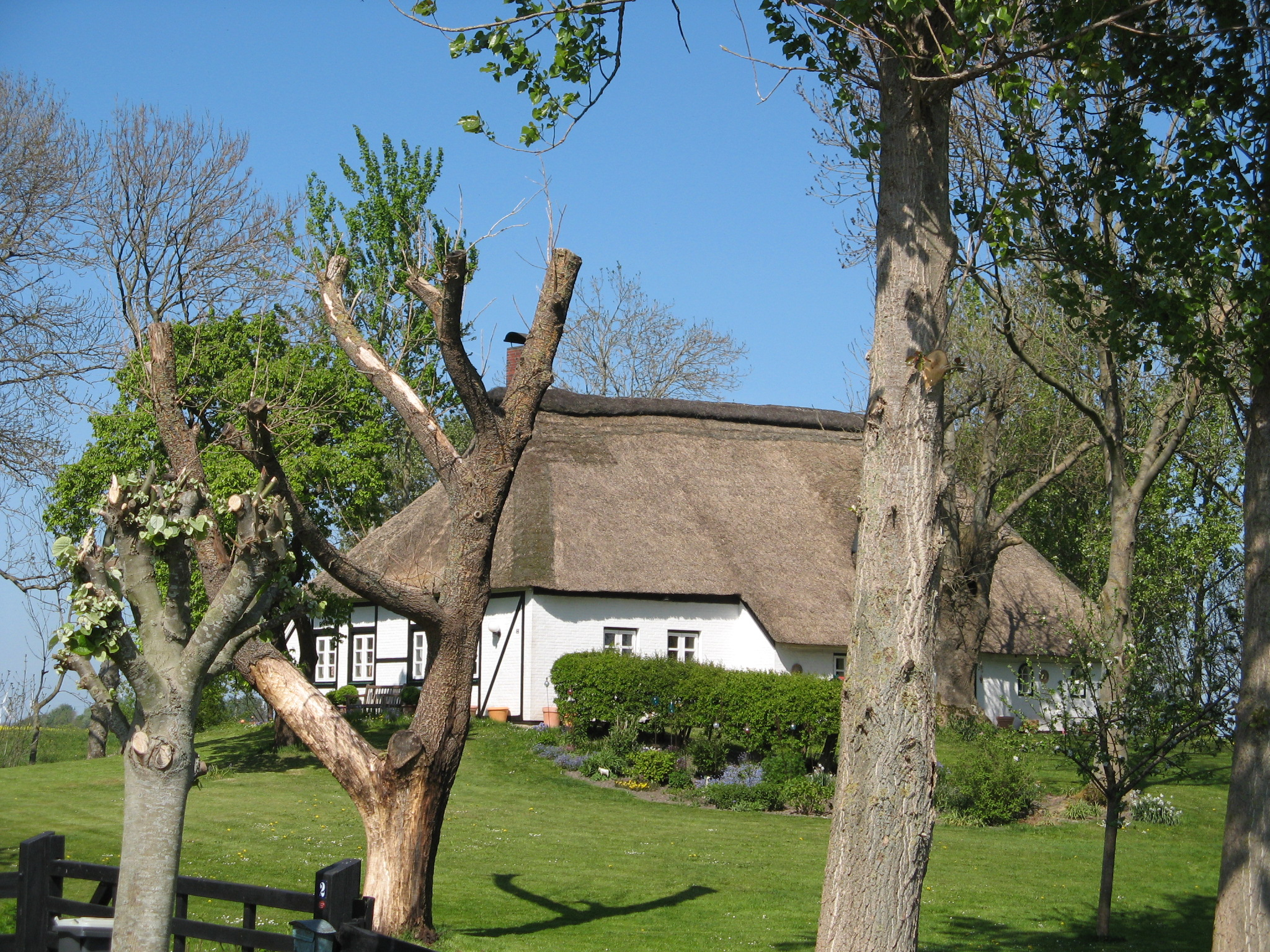
Haus in Tödienwisch

Die Gemeinde Oesterwurth besteht aus den Streusiedlungen Haferwisch-Poppenwurth sowie Jarrenwisch-Hödienwisch und den Häusergruppen Oken und Wehren.

### Nachbargemeinden
Nachbargemeinden sind im Uhrzeigersinn im Norden beginnend die Gemeinden Neuenkirchen, Norderwöhrden, Wesselburener Deichhausen und Süderdeich, die Stadt Wesselburen und die Gemeinde Schülp (alle im Kreis Dithmarschen).

## Geschichte
Im Ortsteil Haferwisch findet sich eine Reihe von Wurten, von denen Teile etwa aus den Jahren 150 bis 400 n. Chr. stammen. Bei archäologischen Grabungen fand sich sowohl einheimische Keramik als auch eine Scherbe Terra Sigillata aus dem Römischen Reich. Weitere Hofwurten stammen aus dem 12. Jahrhundert.
Am 1. Januar 1975 wurden die bis dahin selbständigen Gemeinden Haferwisch-Poppenwurth, Jarrenwisch-Hödienwisch und Wehren-Oken, die bis 1934 zur Kirchspielslandgemeinde Wesselburen gehört hatten, zur neuen Gemeinde Oesterwurth zusammengeschlossen.

## Politik

### Gemeindevertretung
Bei der Kommunalwahl am 14. Mai 2023 wurden insgesamt neun Sitze vergeben. Diese fielen erneut alle an die Wählergemeinschaft Oesterwurth. Die Wahlbeteiligung betrug 61,1 %.

## Wirtschaft und Infrastruktur

### Wirtschaftsstruktur
Die Wirtschaftsstruktur der Gemeinde wird insbesondere von der Landwirtschaft geprägt. An verschiedenen Stellen im Gemeindegebiet sind mehrere Windkraftanlagen errichtet.
In der Gemeinde ist ein „Land & Leute Erlebnishof“ ansässig.

### Verkehr
Im Ortsteil Jarrenwisch befindet sich ein Haltepunkt der Bahnstrecke Heide–Büsum, die in Heide von der Marschbahn nach Hamburg und Westerland abzweigt.
Durch das Gemeindegebiet von Oesterwurth führt die schleswig-holsteinische Landesstraße 154 von Wesselburen nach Tiebensee.